# 山口一彦
山口 一彦（やまぐち かずひこ、1957年2月5日 - ）は、日本の実業家。ベルグアース株式会社創業者・代表取締役社長。四国経済連合会常任理事。元日本野菜育苗研修会会長。

## 人物・来歴
愛媛県北宇和郡津島町（現宇和島市）の農家の長男として生まれる。1975年愛媛大学農学部附属農業高等学校卒業。1977年から花卉栽培に従事。1986年から野菜苗生産に転じ、2001年ベルグアース設立。2002年日本野菜育苗研修会会長。2011年にはJASDAQ上場を果たした。四国経済連合会常任理事、農林水産省国立研究開発法人審議会委員、TPP交渉への早期参加を求める国民会議賛同人なども務めた。